# Джалал ад-дін Фатіх-шах
Джалал ад-дін Фатіх-шах (перс. جلال الدین فتح شاه, бенг. জলালউদ্দীন ফতেহ শাহ; д/н —1487) — султан Бенгалії у 1481—1487 роках.

## Життєпис
Походив з династії Ільяс-шахів. Син султана Барбак-шаха. Про нього обмаль відомостей. 1481 року за підтримки гвардії з хабші (абіссинських рабів) повалив свого стрийка — султана Сікандар-шаха II.
Не зміг припинити політичне послаблення султанату, що позналилося на зменшенні володінь на сході. Більше уваги приділяв внутрішнім інтригам, зосередивши дії на усунення з провідних посад хабші. Зрештою самого Фатіх-шаха було повалено абіссинцями. Династія Ільяс-шахів припинила своє існування. Внаслідок цього владу в державі захопив лідер хабші Шахзада Барбак.